# السعادة العظمى

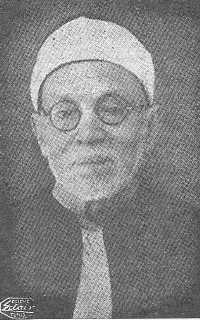
محمد الخضر الحسين صاحب المجلة.

السعادة العظمى هي مجلة إسلامية أنشأها الشيخ الأزهري محمد الخضر حسين. قيل إنها «كانت رائدة المجلات العلمية والأدبية في بلاد شمال إفريقيا». كما قيل إنها أول مجلة أنشئت ببلاد المغرب العربي.
صدر العدد الأول من المجلة في 16 المحرم من عام 1322 هـ / 1904 م، وبلغت مجموع إصداراتها 21 عددًا، نُشرت في غُرة ذي القَعدة 1322 هـ / 1905 م. وقد جمعها ابنُ أخيه المحامي الأديب علي الرضا الحسيني في كتاب صدر عام 1405 هـ.